# Flugplatz Thiene

i7
i11
i13
Der Flugplatz Thiene (ital. Aeroporto di Thiene “Arturo Ferrarin”, ICAO-Code: LIDH) ist ein italienischer Flugplatz in der Region Venetien. Er befindet sich rund 16 Kilometer nördlich der Provinzhauptstadt Vicenza und drei Kilometer südlich von Thiene. Manchmal wird oder wurde er nach benachbarten Dörfern auch „Thiene-Rozzampia“ oder „Thiene-Villaverla“ genannt.

## Infrastruktur und Nutzung
Der Flugplatz hat eine 1200 Meter lange und 30 Meter breite, in Nord-Süd-Richtung verlaufende Graspiste (17/35). Westlich davon führen mehrere Rollbahnen zu Vorfeldern, die zum Teil asphaltiert sind. Dort befinden sich Hangars und sonstige Abfertigungseinrichtungen. Der Flugplatz dient der Allgemeinen Luftfahrt, genutzt wird er auch von Lufttaxi-Unternehmen, Sicherheits- und Zivilschutzbehörden sowie gelegentlich vom Militär für Übungen. Vor Ort befinden sich mehrere Luftsportvereine und Flugschulen. Betrieben wird der Flugplatz von dem Unternehmen Aeroporto di Thiene srl.

## Geschichte
Der Flugplatz war im Ersten Weltkrieg Frontflugplatz, insbesondere für Einsätze über den südlichen Alpen. Nach dem Krieg wurde er aufgegeben und erst im Juli 1943 als Ausweichflugfeld für den Militärflugplatz Vicenza reaktiviert. Unmittelbar nach dem Waffenstillstand von Cassibile wurde er im September 1943 von der deutschen Luftwaffe übernommen und ausgebaut, dann aber weitgehend der Aeronautica Nazionale Repubblicana, der Luftwaffe der faschistischen Italienischen Sozialrepublik überlassen, die von Thiene aus mit ihrer 2. und 3. Jagdstaffel operierte. Nach dem Zweiten Weltkrieg blieb der Flugplatz lange verwaist. Da der Flugplatz Vicenza wegen der dortigen Ansiedelung des NATO-Kommandos 5th Allied Tactical Air Force (5ATAF) nur noch sehr eingeschränkt zivil genutzt werden konnte, richtete man das Flugfeld von Thiene wieder her und eröffnete es am 4. Oktober 1970 für die Allgemeine Luftfahrt. Am 27. Januar 1975 wurde in Thiene der Aeroclub “Arturo Ferrarin” gegründet. Der 1926 gegründete Aeroclub Vicenza verlegte wegen der Nähe der Alpen seine Segelflugaktivitäten nach Thiene, nach der Schließung des Flugplatzes Vicenza im Jahr 2008 zog er schließlich ganz nach Thiene.
Sowohl der Flugplatz als auch der Aeroclub Thiene sind nach dem in Thiene geborenen Luftfahrtpionier Arturo Ferrarin benannt.